# Panská rasa

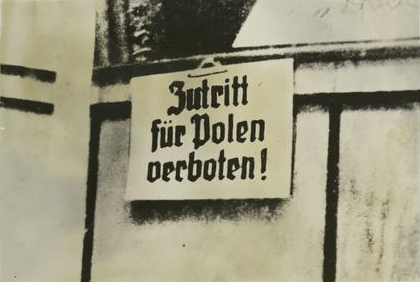
Německá cedule v okupovaném Polsku, 1939 – „Zákaz vstupu Polákům!“

Panská rasa (německy die Herrenrasse, das Herrenvolk) je nacistický koncept nadřazenosti nordické rasy, vnímané, na rozdíl od Slovanů, Románů a Indoíránců, jako původní, čistá část árijské rasy (protoárijci). O tvrzenou nadřazenost nordické rasy opírali nacisté své expanzivní plány, které měly vyústit v ustavení Velkogermánské říše.